# Ford Focus
О Ford Focus, продаваемом на рынке Северной Америки, смотрите Ford Focus (Северная Америка)
Ford Focus — компактный автомобиль американской компании Ford. В Европе стабильно входит в десятку самых продаваемых автомобилей, в России с 1999 по 2011 год продано 500 000 экземпляров. В 2010 году был самой продаваемой иномаркой в России. Обладатель премии «Автомобиль года в России 2012» в номинации «Малый средний класс».

## Первое поколение Ghia

### Разработка и запуск в серию
Получивший во время разработки кодовое название CW170, изначально Focus получил своё имя в честь Ghia концепта, который был показан на Женевском автосалоне в 1991 году. Конечные элементы дизайна были уже показаны ранее в прототипе, использованном компанией Ford для демонстрации систем безопасности грядущей новинки, например таких как задний блок световых указателей, расположенный на уровне глаз. Первые шпионские фотографии развития New Edge философии стиля Ford’а были показаны в 1995 году, впервые реализован в Ford Ka в 1996 году и Ford Cougar в 1998 году.
Focus рассматривался корпорацией Ford как «мировой автомобиль», который можно было бы продавать на всех континентах с минимальными техническими и внешними изменениями. Предыдущие попытки построить столь «интернациональный» Ford не имели большого успеха: Escort третьего поколения в итоге разделился на два совершенно разных автомобиля для Европы и Северной Америки. Следующей такой попыткой от Ford был Mondeo и Contour, но эти два варианта одного и того же автомобиля также имели слишком много различий, чтобы их можно было назвать полноценным автомобилем как для американского, так и для европейского покупателя.
Решение назвать новую машину Ford Focus было принято в начале 1998 года, а уже в марте того же года Focus был показан широкой публике на Женевском автосалоне. Производство и продажи у официальных дилеров нового Ford Focus в Европе стартовали в июле 1998 года. С самого начала продаж Focus быстро стал очень популярным автомобилем в США, России и Европе, что сделало его «Автомобилем года-1999».
В России продажи Ford Focus начались в 1999 году, а уже в 2002 году началось производство Focus во Всеволожске (Ленинградская обл.).

### Подвеска
Передняя подвеска Focus независимая, рычажно-телескопическая, с гидравлическими газонаполненными амортизаторами.
Задняя многорычажная подвеска Focus имела фирменную систему «Control Blade», функцией которой был эффект подруливания. Это обеспечивало очень чёткую обратную связь на рулевом колесе, позволяя прогнозировать поведение автомобиля на любых типах поверхностей.
«Control Blade» состоит из 14 сайлентблоков. Подруливание происходит при помощи мягких сайлентблоков нижнего поперечного рычага. Из-за мягкости резиновых сайлентов в нижнем поперечном рычаге при боковой нагрузке они сдавливаются, что и приводит к изменению угла схождения задних колёс.
Несмотря на ряд очевидных преимуществ, такая подвеска плохо переносила перегруз автомобиля, а также езду по плохим дорогам с большой скоростью (так как сайлентблоки работают на пределе своих возможностей).
До появления Ford Focus подвески с такой сложной эласто-кинематикой уже применялись, но в основном на премиальных и дорогих спортивных автомобилях. Появление такой подвески на массовом автомобиле стало возможным благодаря развитию компьютерного моделирования и проектирования.

### Рестайлинг 2001 года
В 2001 году был проведён рестайлинг первого поколения Ford Focus. Изменения включают:
- Обновлённые фары с интегрированными индикаторами поворота и разделёнными отражателями для ближнего и дальнего света.
- Обновлённый бампер без поворотников, но с дополнительными съёмными полосками
- Обновлённые верхняя и нижняя радиаторные решётки и противотуманные фары
- Опциональные ксеноновые фары
- Опциональный CD-проигрыватель на 6 дисков
- Опциональная навигационная система
- Опциональный цифровой климат-контроль
- Возможность точной регулировки сидения
- Модифицированная центральная консоль, с резиновыми подстаканниками
- Различные расцветки панели приборов
- Новые сиденья
- Различные улучшения в инструментах управления
- Новые расцветки
- Rear power point
- TDCi-двигатель
- Дополнительный набор опций

Также был представлен новый двигатель с технологий flexfuel. Доступен этот двигатель был только на рынке Швеции
|  |  |

|  |  |  |

### Безопасность
| Euro NCAP                                                    | Euro NCAP | Euro NCAP | Euro NCAP |
| ------------------------------------------------------------ | --------- | --------- | --------- |
| Рейтинги                                                     | Пассажир  |           | 26        |
| Рейтинги                                                     | Пешеход   |           | 10        |
| Протестированная модель: Ford Focus 1,6 5-дв. хетчбэк (1999) |           |           |           |

### Двигатели
| Объём (л) | Название    | Тип топлива          | Рынок            | Мощность, кВт/bhp/PS | Крутящий момент | MPG  | Максимальная скорость, км/ч | Разгон до 60 миль/ч, с |
| --------- | ----------- | -------------------- | ---------------- | -------------------- | --------------- | ---- | --------------------------- | ---------------------- |
| 1,4       | Zetec-SE    | Бензин               | Европа           | 55/74/75             | 123 Н·м         | 42,2 | 172                         | 14,1                   |
| 1,6       | Zetec-E     | Бензин               | Европа           | 66/89/90             | 138 Н м         |      |                             |                        |
| 1,6       | Zetec-SE    | Бензин               | Европа           | 74/99/100            | 145 Н·м         | 37,4 | 187                         | 10,9                   |
| 1,6       | Zetec-Rocam | Бензин/Этанол (Flex) | Бразилия         | 71,3/97/98           | 140 Н·м         |      |                             |                        |
| 1,8       | Zetec-E     | Бензин               | Европа, Бразилия | 85/114/116           | 160 Н·м         | 33,8 | 200                         | 10                     |
| 1,8       | TDDi        | Дизель               | Европа           | 55/74/75             | 175 Н·м         | 54,9 | 185                         |                        |
| 1,8       | TDDi        | Дизель               | Европа           | 66/89/90             | 200 Н·м         | 51,2 | 185                         |                        |
| 1,8       | TDCi        | Дизель               | Европа           | 85/114/116           | 250 Н·м         | 51,4 | 198                         | 10,8                   |
| 2,0       | Zetec-E     | Бензин               | Европа, Бразилия | 96/129/131           | 178 Н·м         | 31,6 | 203                         | 9,2                    |
| 2,0       | Duratec-ST  | Бензин               | Европа           | 127/171/173          | 196 Н·м         | 31   | 216                         | 7,9                    |
| 2,0       | Duratec-RS  | Бензин               | Европа           | 158/212/215          | 310 Н·м         | 27,9 | 232                         | 6,3                    |

### Спортивные версии

#### ST170

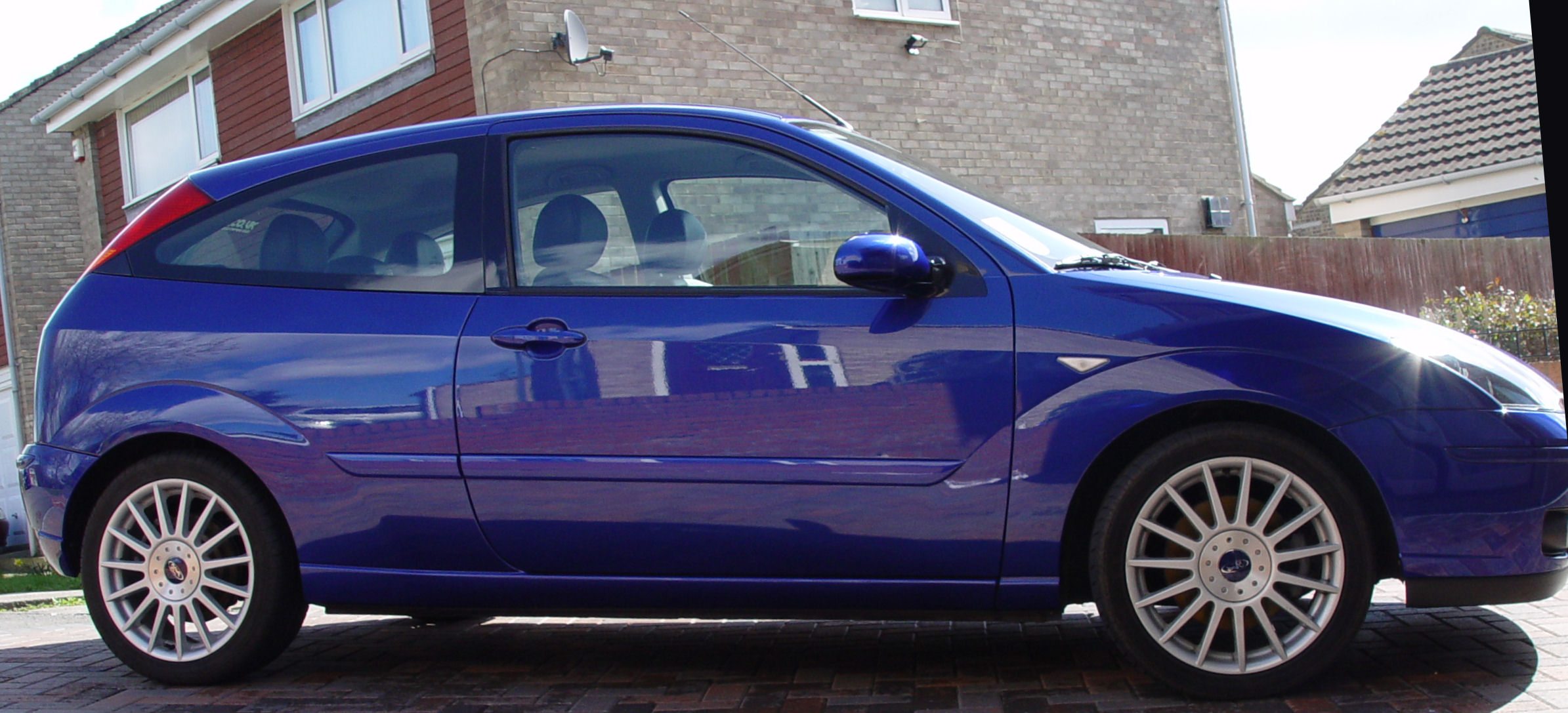
Ford Focus ST170

Ford Focus ST170 (Sport Technology), запущенный в производство в 2002 году — технологичная версия от подразделения Ford, SVT.
Созданный на основе рестайлинговой версии Ford Focus’а первого поколения, ST170 имеет следующие внешние отличия:
- колёса на 17" многоспицевых дисках
- боковые подушки безопасности
- опциональные кожаные сиденья от Recaro
- опциональная стерео система с сабвуфером
- сетчатая передняя радиаторная решётка
- и другие

Двигатель был разработан компанией Cosworth, улучшения подняли мощность со 130 до 170 л. с. Обновления включают:
- алюминиевые головки цилиндров
- фирменную технологию Ford Variable Cam Timing (VCT)
- выхлопная система из нержавеющей стали
- спортивный каталитический конвертер
- бо́льшие тормозные диски (300 мм передние, 280 мм задние)
- 6-ступенчатая коробка переключения передач Getrag

#### RS

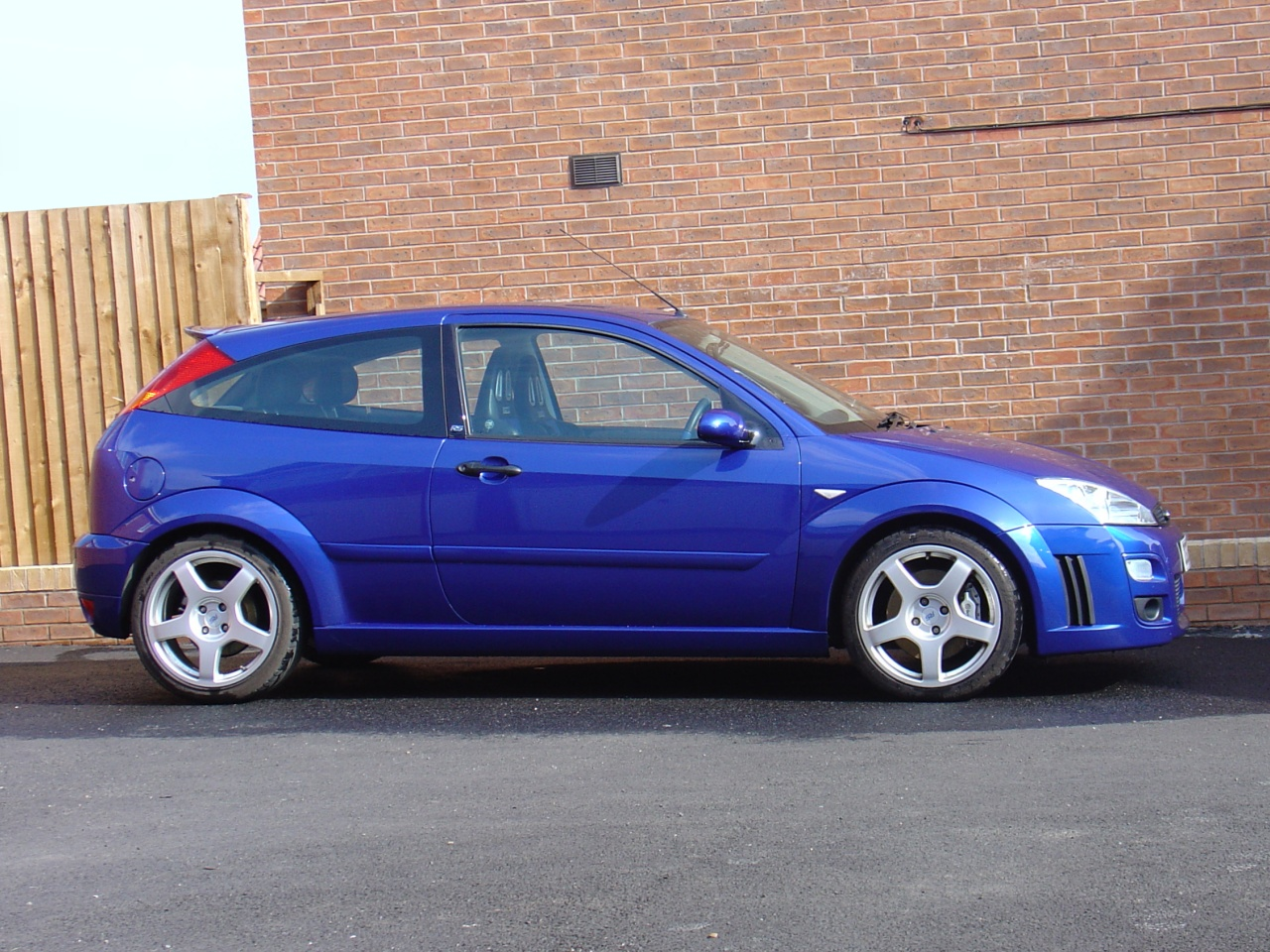
Ford Focus RS

Ford Focus RS (Rally Sport) — высокотехнологичная версия Ford Focus появилась в 2002 году, позиционируемая как более «продвинутое» решение, чем ST версия. Первое поколение Focus RS было доступно в ограниченном количестве и продавалось в 21 европейской стране. Был продолжением Ford Escort RS 2000. Ford Focus RS оснащался 2-литровой версией двигателя Zetec-E с турбонаддувом, выдавал мощность 212 л. с. (158 кВт). Всего был произведён 4501 Focus RS на фабрике в Зарлуие.

## Второе поколение
Второе поколение выпускалось с 2004 по 2011 год. В 2008 году был произведён рестайлинг.
Второе поколение использует платформу Ford C1, на которой также сделаны Volvo S40, V50 и C70, Mazda 3, Mazda 5 и Ford Focus C-Max, что является частью программы Ford по объединению платформ, названной «Global Shared Technologies» (рус. Общие глобальные технологии).
Основа конструкции подвески, которая обязана своим происхождением успеху первого поколения Ford Focus, имеет много позаимствованного от предшественника. Также второе поколение предлагает одинаковые с первым поколением типы кузова.

### Безопасность
| Euro NCAP                                                          | Euro NCAP | Euro NCAP | Euro NCAP |
| ------------------------------------------------------------------ | --------- | --------- | --------- |
| Рейтинги                                                           | Пассажир  |           | 35        |
| Рейтинги                                                           | Ребёнок   |           | 40        |
| Рейтинги                                                           | Пешеход   |           | 15        |
| Протестированная модель: Ford Focus Trend 1,6 5-дв. хетчбэк (2004) |           |           |           |

### Модификации
- Ambiente (Амбиент)
- Trend (Тренд)
- Comfort (Комфорт)
- Ghia (Гиа)
- Ghia-SE (Гиа SE)
- Titanium (Титаниум)
- Titanium-SE (Титаниум-SE)

### Рестайлинг 2008 года
Показанный в сентябре 2007 года на Франкфуртском автосалоне, 3 декабря 2007 года автомобиль пошёл в серию и в начале 2008 года поступил в продажу. Новый автомобиль стал логичным продолжением второго поколения в духе нового стилистического направления компании под названием «Кинетический дизайн». В результате проведённого рестайлинга из кузовных деталей лишь крыша была позаимствована у предыдущего поколения.
Корма и профиль изменились незначительно:
- Появились подштамповки на дверях
- Обновлен задний бампер
- Добавлен спойлер
- Изменена форма зеркал заднего вида

Передняя часть автомобиля стала совершенно иной, вся светотехника и кузовные элементы во многом были скопированы у Ford Mondeo:
- Фары с ломаной верхней линией
- Рельефный капот
- Выделенные колёсные арки

Интерьер также претерпел изменения:
- Добавилась объёмная серебристая вставка между «колодцами» тахометра и спидометра

Двигатели, которыми комплектовали рестайлинговый Focus, остались прежними.
|  |  |

|  |  |

### Focus 2 RS

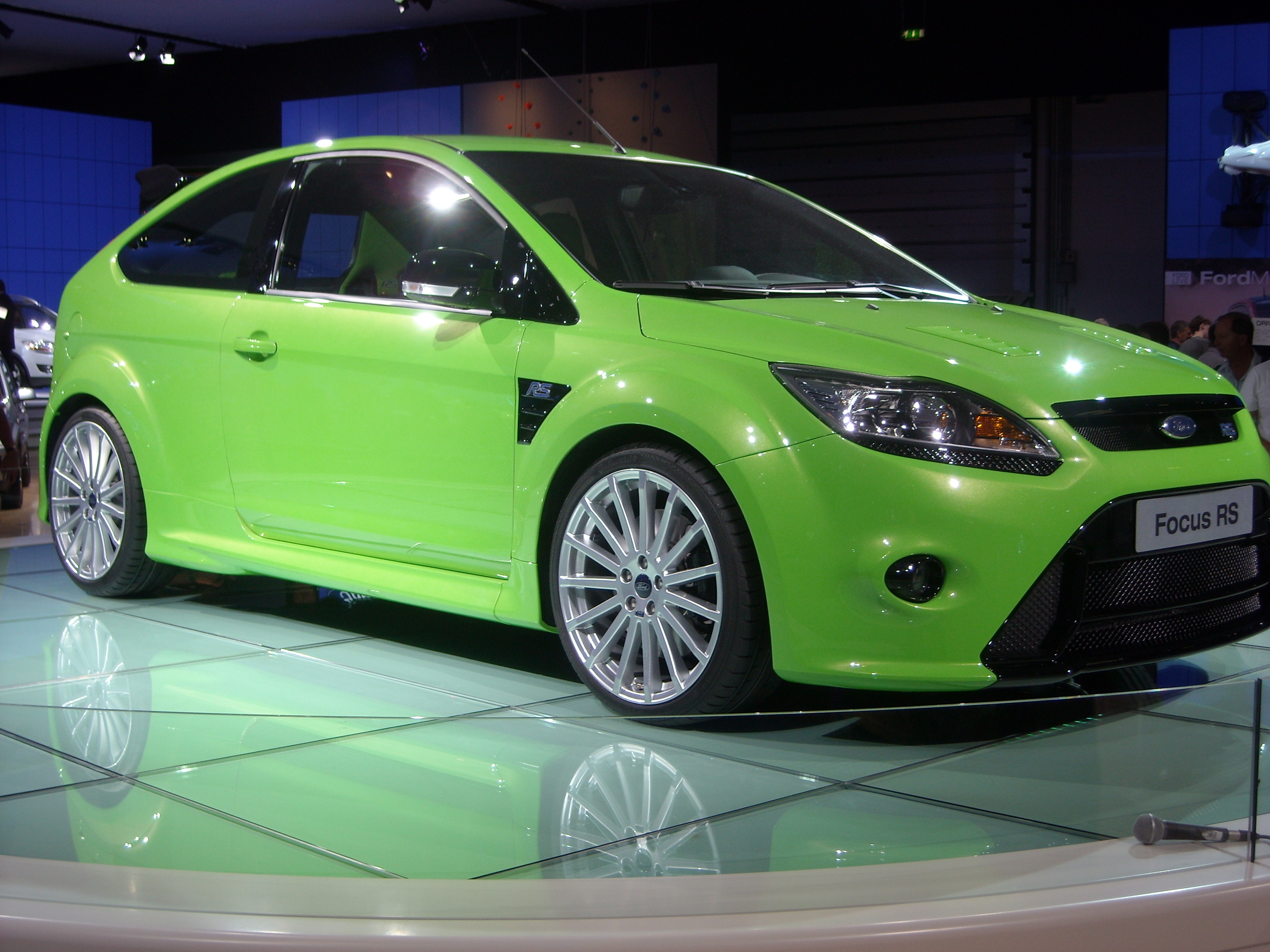
Ford Focus II RS

Ford Focus RS (Rally Sport) — малообъёмная высокопроизводительная версия Ford Focus, занимающая верхнюю позицию в модельном ряду Focus. Автомобиль производился в Германии (Saarlouis), но его разработкой занимались британцы из Ford TeamRS в штаб-квартире в Дантоне. Автомобиль Ford Focus RS был впервые продемонстрирован 22 июля 2008 года на Международном автосалоне в Лондоне. Вопреки слухам, на новый RS не была установлена двойная турбина и полный привод. Поскольку машина осталась переднеприводной, необходимо было уменьшить эффект «силового подруливания». Для этого инженеры вместо традиционных стоек применили специальную подвеску RevoKnuckle, разработанную для раллийного болида Focus WRC, а 20 января 2009 г. с конвейера завода Ford of Europe в немецком городе Зарлуи сошёл первый серийный экземпляр. Спортивная модификация Focus RS (максимальная мощность — 305 л. с., максимальный крутящий момент — 440 Н·м). Покупателям предлагались три цвета экстерьера — зелёный Ultimate Green, синий Performance Blue и белый Frozen White. Поставлялся только в кузове 3-дверный хетчбэк.
Автомобили комплектуются двигателем 2,5 л Duratec RS (305 л. с.), с 6-ступенчатой КПП.
Форсирование уже имеющегося двигателя Ford Focus ST для нового RS не представлялось возможным, поэтому на его основе был разработан новый мотор RS Duratec. Основными изменениями стали следующие: новая прокладка головки цилиндров, новые поршни, новый распредвал и шатуны с увеличенными подшипниками, на поверхность цилиндров нанесено напыление из износостойкого металла. Главные новые элементы, позволившие увеличить мощность и крутящий момент — это выпускной коллектор, впускная система и турбина Borg Warner K16, с давлением наддува вдвое большим, чем у старого мотора. Мощность составила 301 л. с. при 6500 об/мин., увеличившись на 35 %, а крутящий момент возрос на 38 % — до 440 Н·м, в диапазоне от 2300 до 4500 об/мин. Новый мотор можно раскрутить до 7050 об/мин, однако переключение на высшую передачу необходимо успеть сделать в течение трёх секунд, иначе компьютер самостоятельно сбросит обороты до 6500 об/мин.
Трансмиссия с небольшими изменениями перешла к новому Ford Focus RS от модели ST. В частности, были изменены корпус и подшипники сцепления. Самоблокирующийся дифференциал Quaife, адаптированный под шестискоростную коробку перешёл на Ford Focus RS Mark 2 от первого поколения RS. Сохранённые передаточные числа, но удлинённая на 1 % главная передача позволяют машине разгоняться до скорости свыше 100 км/ч уже на второй передаче. Спринт на 1 км: 25,4 сек. (самый быстрый серийный переднеприводной автомобиль в классе в данном упражнении — эту цифру зафиксировал бельгийский журнал «Le Moniteur Automobile»).

### Focus 2 RS500

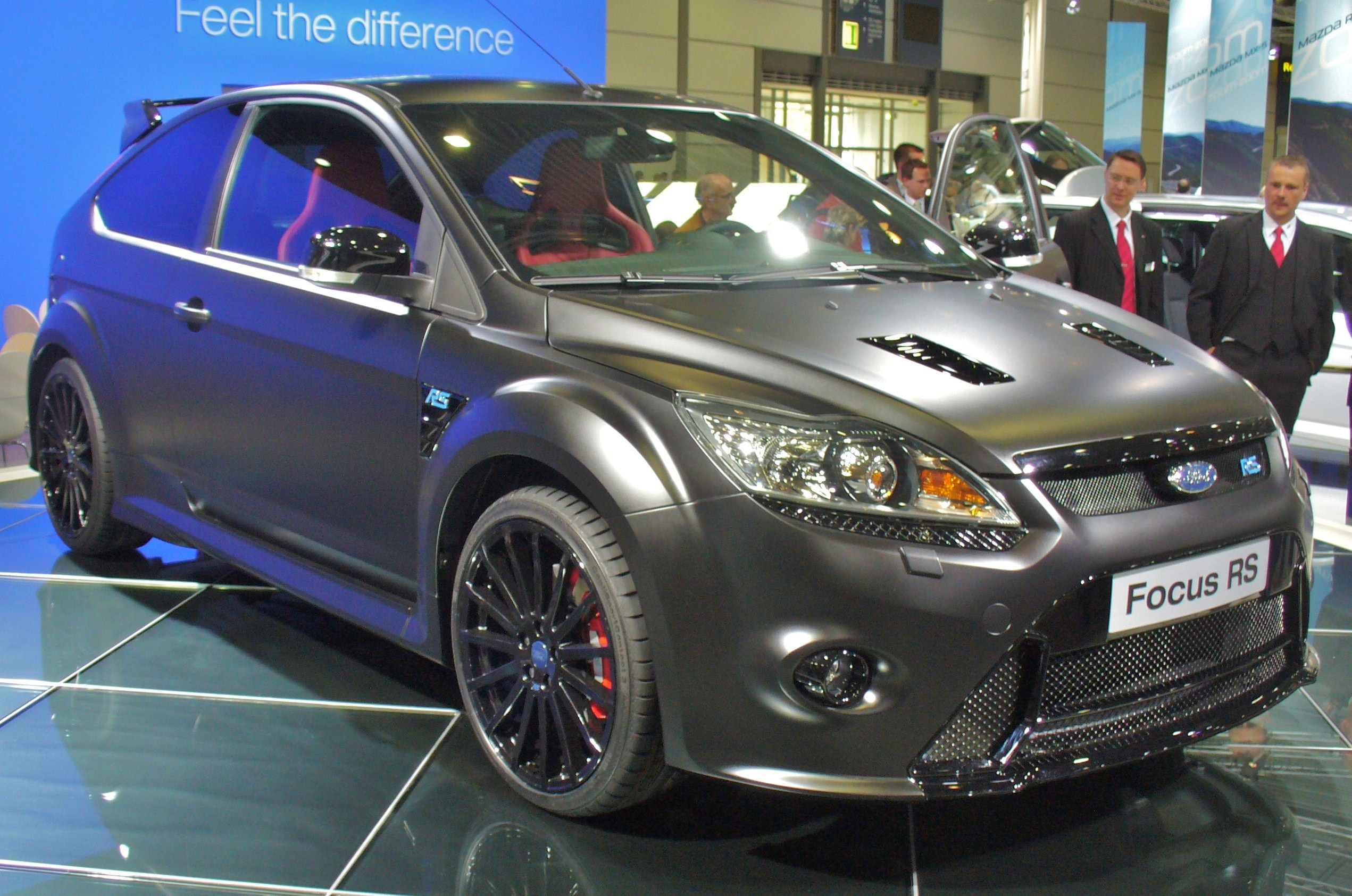
Ford Focus RS 500

31 марта 2010 года компания Ford сообщила о том, что производство автомобилей Focus RS текущего поколения будет полностью свёрнуто к сентябрю 2010 года. В ознаменование этого, было объявлено о выпуске «прощальной» лимитированной серии автомобилей в эксклюзивной комплектации, тиражом в 500 экземпляров. Данный форсированный автомобиль, названный компанией Ford Focus RS500, получил следующие характеристики:
- Разгон 0-100 км/ч —5,6 с
- Максимальная скорость — 265 км/ч
- Максимальная мощность — 350 л. с. при 6000 об/мин
- Максимальный крутящий момент — 460 Н·м в диапазоне от 2500 до 4500 об/мин[16].

## Третье поколение
Автомобиль представлен на Детройтском автошоу 11 января 2010 года. Модель одинакова на всех рынках и пришла на смену как европейскому Ford Focus 2-го поколения, так и разменявшему десятилетний юбилей североамериканскому. За основу взята внешность концепта Iosis Max, которая являет собой следующий виток «кинетического» дизайна. Для автомобиля использована доработанная платформа второго поколения c усовершенствованными элементами многорычажной задней подвески «Control Blade» и полуизолированными передним и задним подрамниками. Эта платформа пришла на смену трём различным платформам, производящимся в различных регионах. В модельной линейке нового автомобиля нет трёхдверного хетчбэка и купе-кабриолета. Среди прочих технических нововведений — двигатели семейства EcoBoost SCTi (Sequential Charge Turbo injection) и шестиступенчатая преселективная коробка передач PowerShift фирмы Getrag с двумя «сухими» сцеплениями. Рулевое управление будет оснащено электроусилителем.
Сообщается, что в европейских автомобилях системы ABS, EBD, IVD, ESP, TA, EBA, боковые подушки безопасности, а также «занавески» безопасности для пассажиров первого и второго рядов будут уже в «базовой» комплектации.

### Новые опции
- Подключение iPod через USB
- Центральный динамик аудиосистемы
- Регулируемый ограничитель скорости
- Система активной помощи при параллельной парковке («парковочный ассистент»)
- Система распознавания дорожных знаков
- Система помощи при трогании на подъёме
- Система слежения за усталостью водителя
- Автоматическая система управления дальним светом фар
- Система управления векторизацией вращающего момента
- Система предотвращения столкновений на малой скорости «City Safety»
- Система информирования о наличии автомобиля в зоне мертвой видимости
- Система предупреждения схода с полосы движения с функцией выравнивания

### Производство и продажи
Серийное производство автомобилей нового поколения в Европе на заводе в Зарлуи началось 6 декабря 2010 года. Приём заказов в США начался 1 октября 2010 года, а запуск серийного производства в Америке состоялся 4 февраля 2011 года. Российская сборка стартовала 18 июля 2011 года. В Китае и Таиланде новый автомобиль будет выпускаться на вновь возводимых заводах, завершить строительство которых планируется в 2012 году. Запуск производства в Африке и Латинской Америке произошёл позже. Новый Focus продаётся в 122 странах мира.
Заказы на автомобили Ford Focus третьего поколения официальные дилеры американского автогиганта в России начали принимать 1 июня 2011 года. Первые покупатели получили свои машины в конце июля 2011 года.

### Focus ST

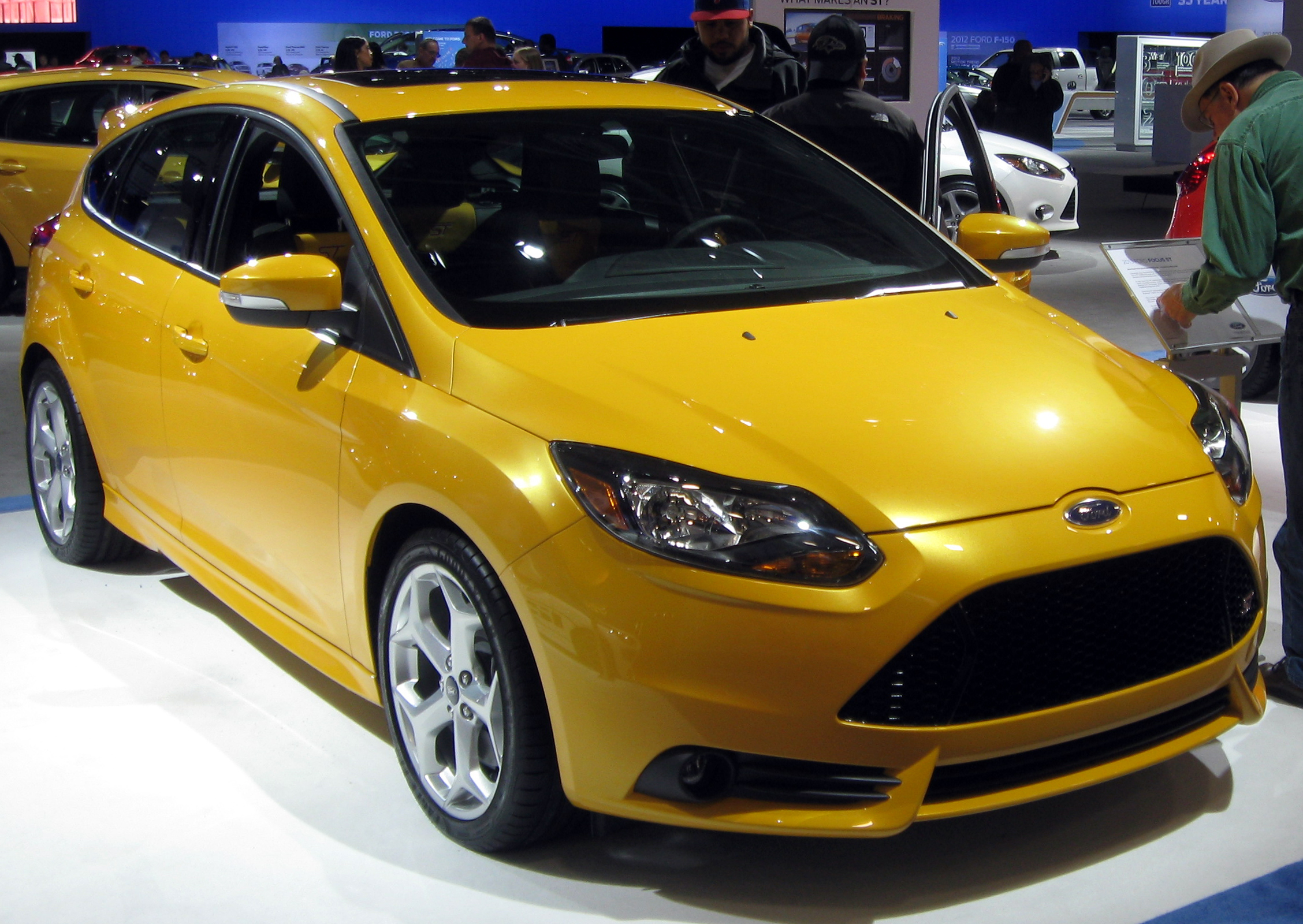
Ford Focus ST 3-го поколения

1 марта 2010 года, на Женевском автосалоне, руководитель отдела разработки глобальных продуктов компании Ford Деррик Кьюзак объявил, что Ford будет производить глобальную «заряженную» модификацию модели Focus следующего поколения, которая появится в течение ближайших двух лет и будет иметь двигатель семейства EcoBoost. 15 сентября 2010 года Ford сообщил, что 30 сентября на Парижском автосалоне состоится премьера Focus ST 3-го поколения и распространил его фотографии в 5-дверном кузове в цвете 'Tangerine Scream'. Ford пообещал начать мировые продажи автомобиля с 250-сильным 2,0-литровым 4-цилиндровым двигателем EcoBoost в начале 2012 года.
По сравнению со стандартной версией, в автомобиле применен более прочный и жесткий каркас кузова и была оптимизирована конструкция передней и задней подвески. Шасси автомобиля опущено на 10 мм, существенно изменено передаточное число системы рулевого управления, установлены тормоза с высокими динамическими характеристиками. В стандарте Focus ST оснащается оптимизированной 6-ступенчатой механической трансмиссией.

### Focus Electric

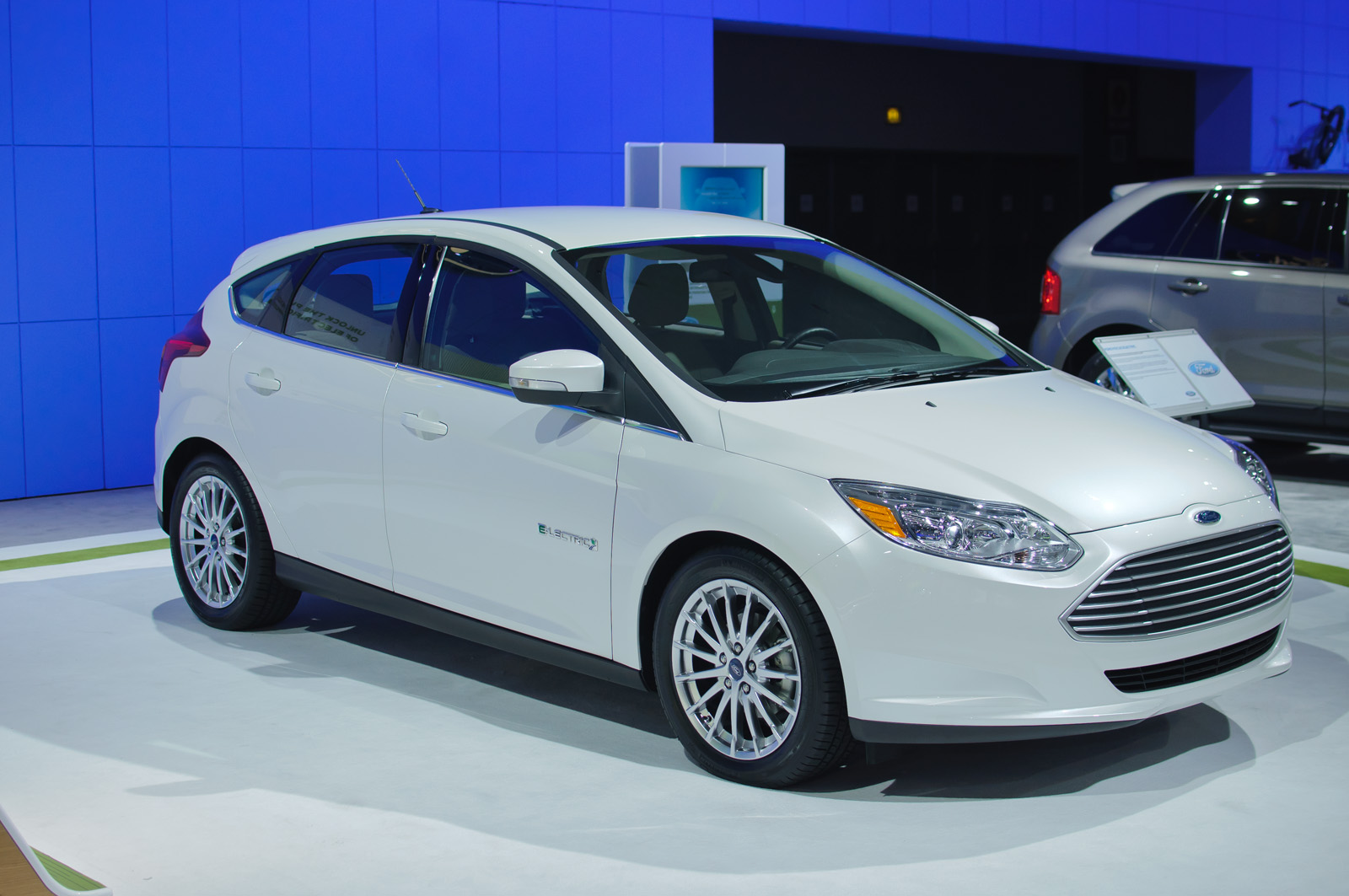
Ford Focus Electric

В январе 2009 года, на Североамериканском автошоу, Ford выставил разработанный в альянсе с крупнейшим поставщиком автокомпонентов Magna International, в рамках стратегии электрификации, полностью электрический автомобиль BEV (battery electric vehicle). Тестовый прототип был представлен в кузове американского Ford Focus в качестве носителя агрегатов. Под капотом новый полностью электрический двигатель, который устанавливается на новую глобальную платформу Ford сегмента C. Продажи основанного на ней BEV начались сначала в Северной Америке, с возможным приходом в будущем на рынки Европы и Азии. Прототип приводился в действие электромотором и литий-ионной аккумуляторной батареей. Ночной зарядки хватало на 80 миль. Планировалось, что к моменту появления автомобиля в розничной продаже, запас хода увеличится до 100 миль. Этот BEV был оснащен аккумуляторной батареей с семью модулями из 14 литий-ионных ячеек, выдающими 23 кВт•ч. энергии. Батареи располагались в багажнике и под сиденьями. Прототип BEV мог заряжаться от стандартной 220-вольтной или 110-вольтной сетевой розетки. 

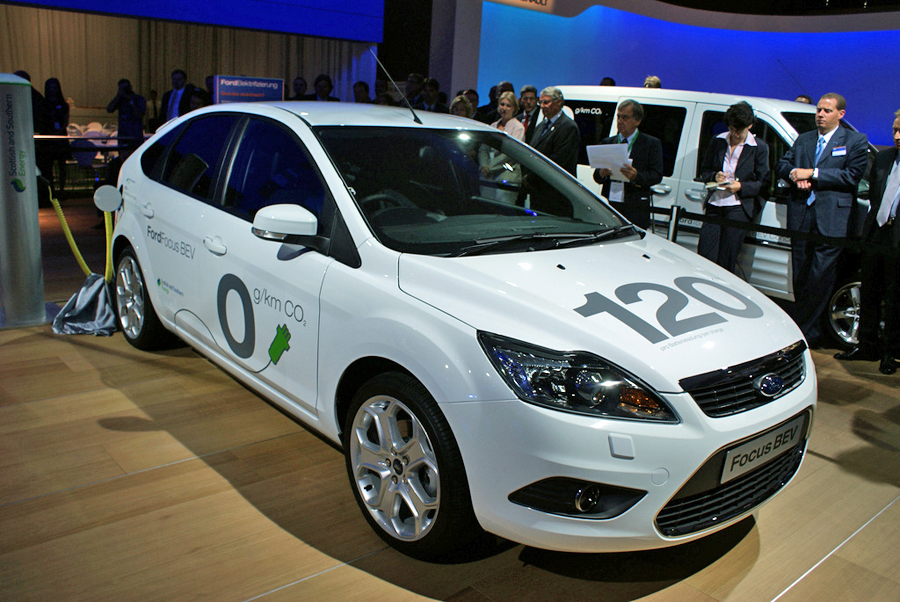
прототип Ford Focus BEV 2009 во Франкфурте

 Время зарядки 6 или 12 часов соответственно. В моторном отсеке находился установленный на шасси 100-киловаттный электродвигатель с постоянным магнитом, работающий на трёхфазном переменном токе, поступающим из батареи через инвертор. Все остальные компоненты располагались как у обычного автомобиля. В июне 2009 года стало известно, что полностью электрический Ford Focus следующего поколения, будет выпускаться на сборочном предприятии в Мичигане, начиная с 2011 года, в этом же году произойдёт запуск продаж автомобиля в США и Канаде. 16 сентября 2009 года автомобиль был показан во Франкфурте в виде прототипа уже с кузовом европейского Ford Focus 2-го поколения в качестве носителя агрегатов. Он имел запас хода до 75 миль (120 км.) и максимальную скорость 85 миль в час (137 км/ч). Максимальный крутящий момент 320 Н·м. Зарядка аккумулятора занимала от 6 до 8 часов от сети 230 вольт. 22 февраля, в Кёльне было заявлено, что запуск автомобиля в США пройдёт под названием Focus Electric. 2 марта 2010 года Ford сообщил, что запуск Focus Electric в Европе состоится в 2012 году. Поставщиком литий-ионных батарей для автомобиля станет компания Compact Power, Inc., являющаяся филиалом группы LG Chem, та самая, которую ранее выбрала корпорация General Motors для своего Chevrolet Volt. Первоначально производство ячеек будет налажено в Корее с досборкой в США, а позднее стартует в американском Мичигане. Производство Ford Focus Electric стартовало 14 декабря 2011 года.

### Рестайлинг 2014 года
22 февраля 2014 года в Сети появились изображения рестайлинговой версии автомобиля в кузовах хетчбэк и «универсал». 24 февраля автомобиль в этих двух кузовах был представлен официально. Снаружи обновлённый Focus получил изменённую решётку радиатора, светотехнику, бамперы, капот и крышку багажника. Дизайн этих элементов был выполнен в новом корпоративном стиле Ford, впервые использованном при выпуске второго поколения Ford Fusion в 2013 г. Изменения внутри салона в основном коснулись руля, торпедо, центральной и напольной консолей. Автомобиль получил такие новые опции как подогрев руля, система перпендикулярной парковки, а также подрулевые лепестки переключения передач. Моторная гамма дополнилась новейшими бензиновыми и дизельными полуторалитровыми двигателями. 9 апреля появились изображения автомобиля в кузове седан, а также модификации Focus Electric.
Производство обновлённой модели в США стартовало летом 2014 года. Автомобиль вышел на рынок как Focus 2015 года. Сборка на европейском заводе началась 1 октября 2014, с поступлением автомобилей к дилерам до конца года. В России сборка в новом кузове стартовала с июня 2015 года, старт продаж -  июль 2015 года. Производство модели в г. Всеволожск прекращено в 2019 году.
Модификация ST была представлена позднее в 2014 году и впервые получил дизельный агрегат мощностью 180 л. с. В продажу обновлённый Focus ST поступил в начале 2015 года.
|  |  |

|  |  |

|  |

### Прочие модификации

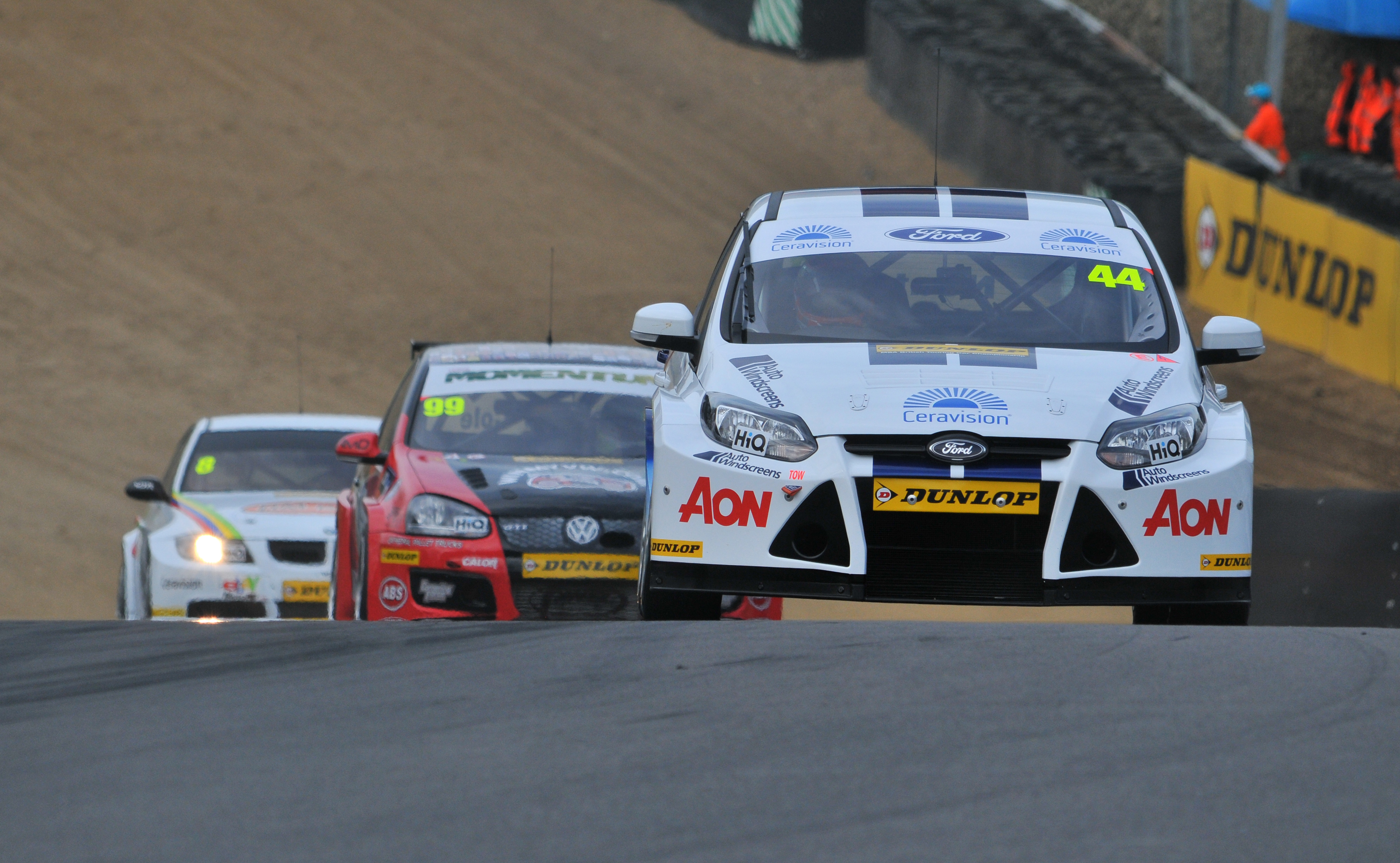
Ford Focus BTCC Touring Car

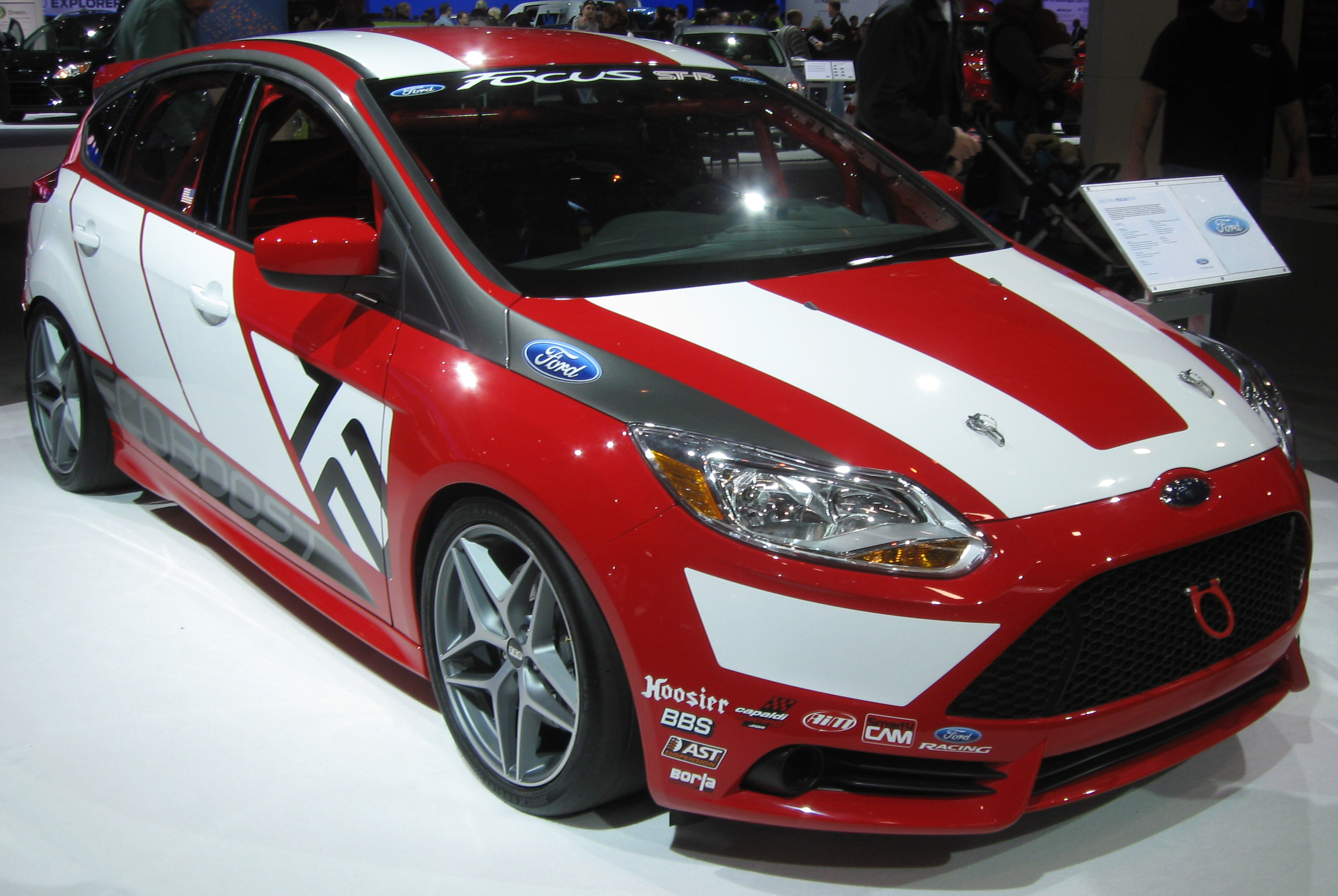
Ford Focus ST-R

### Безопасность
Автомобиль прошёл тест Euro NCAP в 2012 году:
| Euro NCAP                                                        | Euro NCAP | Euro NCAP | Euro NCAP             |
| ---------------------------------------------------------------- | --------- | --------- | --------------------- |
| · общий рейтинг                                                  |           |           |                       |
| 92%                                                              | 82%       | 72%       | 71%                   |
| взрослый пассажир                                                | ребёнок   | пешеход   | активная безопасность |
| Протестированная модель: Ford Focus 1.6 TDCI 'Trend', LHD (2012) |           |           |                       |

## Четвёртое поколение

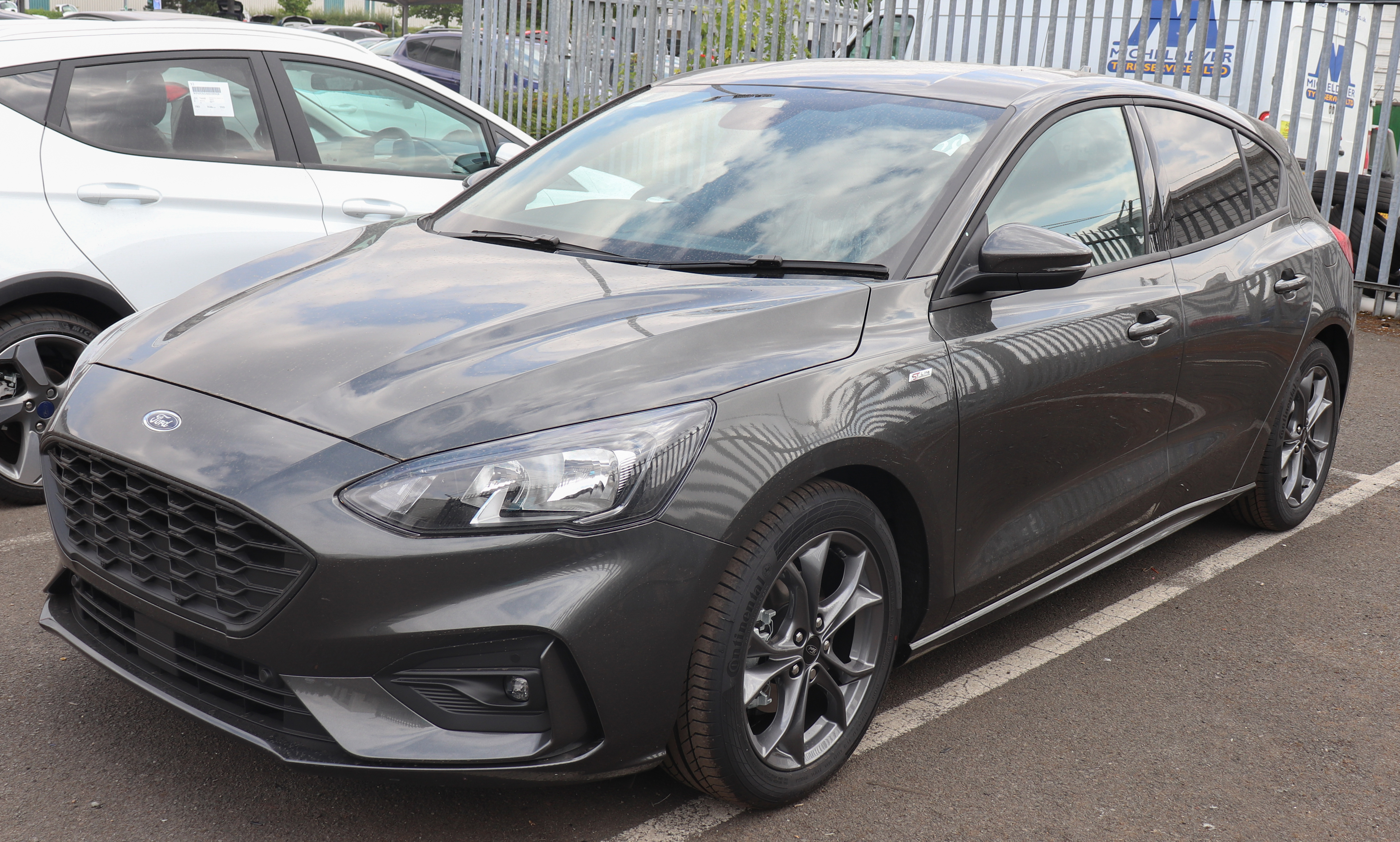
Ford Focus хетчбэк (четвёртое поколение), вид спереди

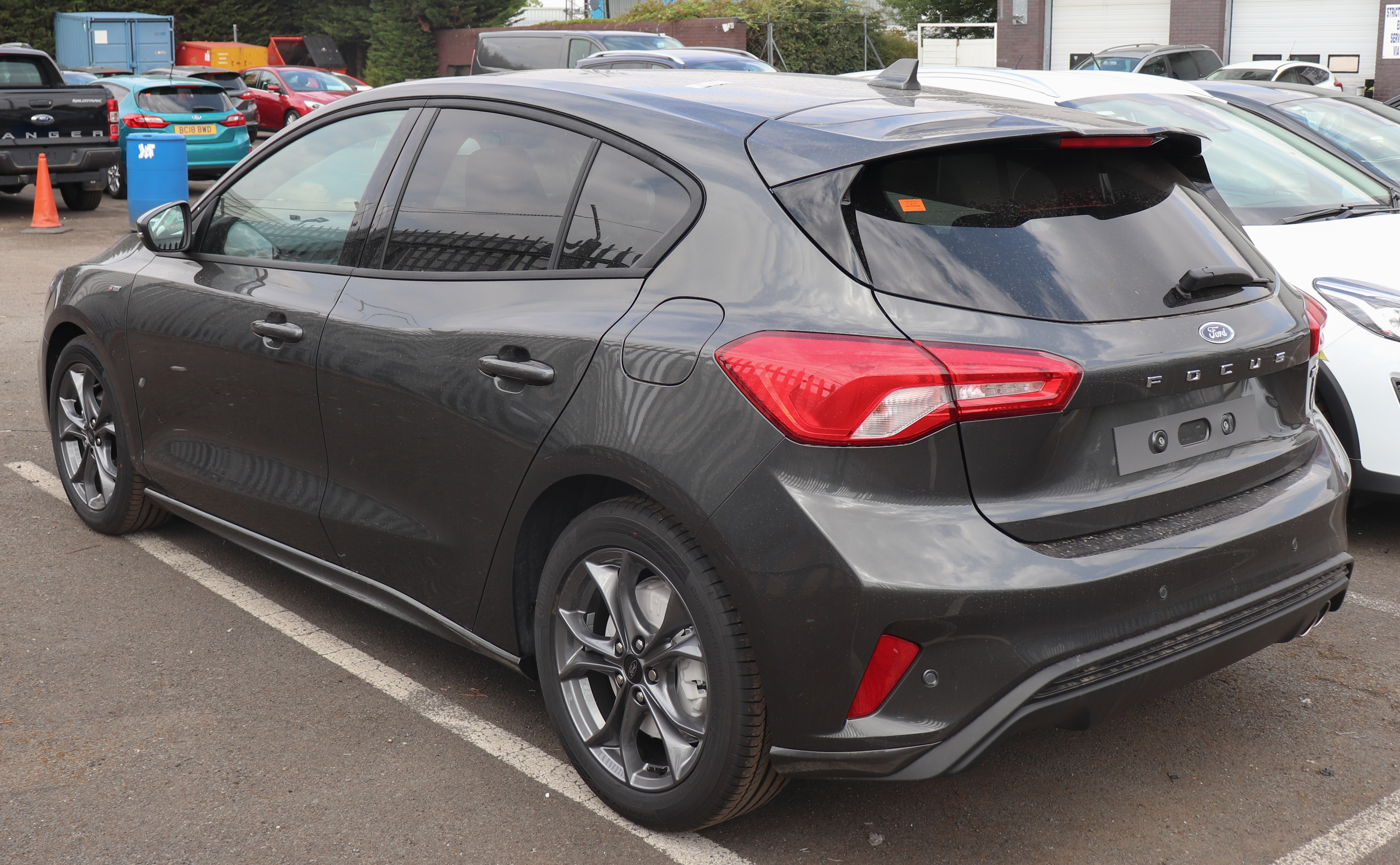
Ford Focus хетчбэк (четвёртое поколение), вид сзади

Focus нового, четвёртого, поколения (внутреннее обозначение C519) был официально представлен 10 апреля 2018г. Автомобиль проектировался германским подразделением компании Ford, имеет три варианта кузова — седан, «универсал» и 5-дв. хетчбэк, и базируется на полностью новой платформе C2. Впервые на Focus стали доступны панорамная крыша, полностью светодиодные фары, Head Up Display, а также вращающийся джойстик-«шайба» переключения передач для 8-ступенчатой АКПП. Кроме того, автомобиль получил увеличенную на 53 мм колёсную базу, что положительно отразилось на внутреннем объёме. Впервые, версии в кузовах хетчбэк и седан, оснащённые моторами начального уровня мощности, вместо задней многорычажной подвески будут комплектоваться упругой балкой. В конце 2018 года станет доступен для заказа автомобиль в комплектации Active, имеющий увеличенный на 30 мм дорожный просвет, а также обладающий иными признаками упрощённого кроссовера. Компания Ford также решила отказаться в Европе от комплектации Ambiente, a в США на 92 % будут сокращены комбинации доступного к выбору оснащения. Для покупателей в Европе будет доступна более «люксовая» комплектация Vignale. Появление во второй половине 2019 года версии ST подтверждено компанией Ford.
Автомобиль будет доступен только с 3-цилиндровыми бензиновыми и 4-цилиндровыми дизельными двигателями, отвечающими нормам Euro 6.2, в паре с 6-ступенчатой МКПП, либо (более мощные версии моторов) — с 8-ступенчатой АКПП.
Серийная сборка Ford Focus 4-го поколения на заводе в Германии стартовала 8 мая 2018 года. В Китае серийная сборка началась 16 августа 2018 года.
В конце августа 2018 года компания Ford объявила об отказе от существовавших до того момента планов поставлять для продажи в США Focus китайской сборки. Причиной такого решения стали и без того низкие ожидаемые объёмы продаж (по этой причине в США не планировалось продавать иные комплектации кроме Active), а также обострившиеся "торговые войны" между США и Китаем. Таким образом, 2018-й стал последним годом производства и продаж модели Focus в США.
В марте 2019 года Ford анонсировал Focus с гибридным мотором. Модификация Hybrid получила бензо-электрическую силовую установку, с турбомотором объёмом 1 л и 48-вольтовой литий-ионной батареей. Гибридный автомобиль поступил в продажу на европейском рынке в 2020 году.
От поставок и последующей локализации модели в России компания отказалась в связи с реструктуризацией бизнеса и последующим уходом с рынка. 
Летом 2019 года Ford начались продажи нового и самого мощного в истории Ford Focus ST. Автомобиль доступен в двух версиях: бензиновой(280 л.с) и дизельной(190 л.с). Как и предыдущее поколение, автомобиль предлагается в кузовах седан и универсал.

### Безопасность
Автомобиль прошёл тест Euro NCAP в 2018 году:
| Euro NCAP                                  | Euro NCAP | Euro NCAP | Euro NCAP             |
| ------------------------------------------ | --------- | --------- | --------------------- |
| · общий рейтинг                            |           |           |                       |
| 96%                                        | 87%       | 72%       | 75%                   |
| взрослый пассажир                          | ребёнок   | пешеход   | активная безопасность |
| Протестированная модель: Ford Focus (2019) |           |           |                       |

## Продажи
| Рынок             | 1998     | 1999    | 2000                  | 2001    | 2002                   | 2003    | 2004    | 2005              | 2006    | 2007    | 2008    | 2009    | 2010              | 2011               | 2012                 | 2013    |
| ----------------- | -------- | ------- | --------------------- | ------- | ---------------------- | ------- | ------- | ----------------- | ------- | ------- | ------- | ------- | ----------------- | ------------------ | -------------------- | ------- |
| Германия          | 9356     | 112 873 | 99 900                | 102 106 | 92 555                 | 77 468  | 78 306  | 78 899            | 72 128  | 57 546  | 66 244  | 64 225  | 53 720            | 61 157             | 47 935               | 45 485  |
| Великобритания    | 8571     | 103 228 | 114 512               | 137 074 | 151 209                | 129 054 | 110 074 | 123 799           | 119 047 | 118 267 | 101 586 | 93 517  | 77 804            | 81 832             | 83 115               |         |
| Россия            | 0        | 40      | 416                   | 2360    | 3572                   | 15 876  | 28 059  | 23 775 + 11 282** | 68 137  | 90 396  | 93 496  | 52 108  | 67 041            | 47 449 + 35 012*** | 92 219               | 67 142  |
| Франция           | 7171     | 49 395  | 22 433 (за 6 месяцев) | н/д     | 30 288 (за 10 месяцев) | 28 656  | 21 234  | 24 060            | 20 037  | 17 230  | 18 319  | 17 578  | 11 937            | 17 566             | 13 552               |         |
| Бельгия           | 11 036*  | н/д     | н/д                   | 15 249  | 11 951                 | 10 719  | н/д     | н/д               | 12 482  | 12 148  | 12 697  | 9538    | н/д               | 7031               | 5737 (за 11 месяцев) |         |
| Нидерланды        | 1157     | 22 281  | 24 231                | 19 751  | 17 894                 | 12 976  | 13 714  | 12 661            | 11 661  | 11 387  | 11 523  | 8886    | 7367              | 10 146             | 11 762               |         |
| Австрия           | н/д      | н/д     | н/д                   | 9459    | 8517                   | 7445    | 7117    | 7745              | 5861    | 4966    | 4707    | 4278    | 3272              | 5179               | 4176                 | 3793    |
| Швейцария         | н/д      | н/д     | н/д                   | н/д     | н/д                    | н/д     | 4085    | 3792              | 3574    | 3255    | 3424    | 3403    | 3409              | 3772               | 4028                 |         |
| Ирландия          | н/д      | н/д     | н/д                   | 8213    | 9069                   | 7605    | 6709    | 10 976            | 10 251  | 10 101  | 7156    | 2841    | 4099              | 4209               | 3748                 |         |
| Исландия          | н/д      | н/д     | н/д                   | 144     | 152                    | 319     | 313     | н/д               | н/д     | н/д     | н/д     | н/д     | 61 (за 7 месяцев) | 75                 | 134                  |         |
| Италия            | н/д      | 65 084  | 86 713                | 98 666  | 84 725                 | 69 107  | 75 946  | 46 353            | 52 727  | 51 962  | 41 242  | 40 587  | 29 807            | 27 480             | 19 007               |         |
| Испания           | 55 584*  | н/д     | н/д                   | 68 796  | 65 283                 | 68 144  | 85 464  | 82 659            | 83 047  | 77 799  | 46 005  | 30 311  | 21 612            | 20 596             | 13 142               |         |
| Португалия        | н/д      | н/д     | 1747                  | 8920    | 7111                   | н/д     | 3179    | 6862              | 6439    | 5587    | 7395    | 3357    | 3717              | 3593               | 1968                 |         |
| Швеция            | 575      | 9320    | 8372                  | 6689    | 7451                   | 6979    | 6580    | 9055              | 8715    | 8658    | 6453    | 5227    | 6278              | 5331               | 5606                 | 3961    |
| Норвегия          | 2824     | 3693    | 3873                  | 2639    | 1921                   | 1691    | 2712    | 3625              | 2679    | 3038    | 2877    | 2321    | 2502              | 4437               | 4261                 |         |
| Дания             | н/д      | н/д     | н/д                   | 2200    | 2856                   | н/д     | н/д     | 2553              | 2152    | 2528    | 1837    | 1832    | 3462              | 2749               | 2408                 |         |
| Финляндия         | 3565*    | н/д     | н/д                   | 4277    | 4285                   | 4516    | 5300    | 6208              | 5473    | 3479    | 4373    | 2647    | 2974              | 3877               | 3398                 |         |
| Польша            | 0        | 10 505  | 9505                  | 6325    | 10 180                 | 11 751  | 10 415  | 9728              | 8493    | 10 329  | 10 750  | 9611    | 10 407            | 9280               | 6703                 |         |
| Чехия             | н/д      | н/д     | н/д                   | н/д     | 2420                   | 2397    | 1688    | 1561              | 1500    | 2046    | 1888    | 2436    | 3596              | 4536               | 2108                 |         |
| Греция            | 359      | 3898    | 4817                  | 7444    | 8355                   | 6526    | 4724    | 7863              | 9441    | 8733    | 7070    | 3528    | 2012              | 1347               | 675                  |         |
| Венгрия           | 4801*    | 5427*   | н/д                   | н/д     | н/д                    | 5201    | 5816    | 6292              | 6202    | 6255    | 5867    | 3304    | 2757              | 2541               | 2085                 |         |
| Румыния           | н/д      | 78      | 376                   | 552     | 875                    | н/д     | н/д     | н/д               | н/д     | 6745    | 7910    | 3668    | 1642              | 2115               | 1870                 |         |
| Эстония           | н/д      | н/д     | н/д                   | н/д     | н/д                    | н/д     | н/д     | 533               | 853     | 805     | 550     | 153     | 285               | 302                | 336                  |         |
| Латвия            | н/д      | н/д     | 186                   | 193     | 198                    | 195     | 251     | 639               | 755     | 750     | н/д     | 56      | 124               | 188                | 267                  |         |
| Литва             | н/д      | н/д     | н/д                   | н/д     | н/д                    | н/д     | н/д     | н/д               | 340     | 447     | н/д     | н/д     | н/д               | н/д                | н/д                  |         |
| Европа            | 420 305* | 472 182 | 525 000               | 540 300 | 514 450                | 440 393 | 432 426 | 449 942           | 440 735 | 406 944 | 364 316 | 310 070 | 261 895           | 308 747            | 241 862              |         |
| Китай             | н/д      | н/д     | н/д                   | н/д     | н/д                    | н/д     | н/д     | н/д               | н/д     | н/д     | н/д     | н/д     | н/д               | 188 961            | 296 360              | 403 640 |
| Египет            | 0        | 0       | 0                     | 0       | 0                      | 0       | 0       | 0                 | 0       | 1160    | 918     | н/д     | 436               | 315                | 509                  |         |
| США (Focus NA)    | 0        | 55 846  | 286 166               | 264 414 | 243 199                | 224 353 | 208 339 | 184 825           | 177 006 | 173 213 | 195 823 | 160 433 | 172 421           | 175 717            | 245 922              |         |
| Канада (Focus NA) | н/д      | н/д     | н/д                   | н/д     | н/д                    | н/д     | 11 422  | 26 861            | 27 718  | 24 013  | 23 654  | 21 831  | 23 452            | 25 736             | 27 936               |         |
| Весь мир          | н/д      | н/д     | 926 284               | н/д     | н/д                    | н/д     | н/д     | 779 000           | н/д     | н/д     | н/д     | 781 139 | н/д               | 882 551            | 1 036 683            |         |

```
* - вместе с 
Ford Escort

** - Focus I + Focus II
*** - Focus II + Focus III
```